# Gonanticlea anticleata
Gonanticlea anticleata là một loài bướm đêm trong họ Geometridae.